# TRF
TRFは、1992年に結成し、1993年にデビューした日本の男女5人組ダンス＆ボーカルグループ。所属レコード会社はエイベックス・ミュージック・クリエイティヴ、所属レーベルはavex trax。

## 概要
海外レコードの卸会社であったエイベックスが邦楽アーティストに取り組み始めた初期の頃より所属している、エイベックスの邦楽第1号グループであり、小室哲哉がTM NETWORK以外で初めてトータルプロデュースを手掛けたグループである。デビュー当初のユニット表記は小文字の「trf」だったが、1996年発売の14枚目のシングル「Hey! Ladies & Gentlemen」より大文字の「TRF」に改称した。
グループ全体のコンセプトとして「カラオケ・クラブに必要なものは何かを模索する」「日本人でプロダンサー・DJがいるグループ。そのグループがライブ会場にいるだけでその場がディスコになる」ことを目標にしている。

### グループ名の由来
グループ名は「TK RAVE FACTORY」（ティーケー・レイヴ・ファクトリー）の頭文字をとったものであり、「TK」は小室哲哉（Tetsuya Komuro）を、「RAVE」はグループ初期の方向性であったレイヴを意味する。「TK RAVE FACTORY」の名前はデビュー時こそパッケージやプロモーションで大々的に掲げられていたものの、2ndシングル「EZ DO DANCE」からは表記されなくなり、以降現在に至るまで公には用いられていない。
TRFのデビュー当初からマネジメントを担当していた千葉龍平は2012年のインタビューにて、「TRF」の命名者は松浦勝人であるとして、命名の経緯について以下のように語っている。
- 「TK」…当時エイベックスから「TETSUYA KOMURO PRESENTS」を冠したCDを数枚発売し、小室の名前があればある程度売れることが保証されていた[5]。
- 「RAVE」…カッコよく、自分たちのやろうとしているものを表す言葉[5]。
- 「FACTORY」…ダンスミュージックシーンに新しい音楽やアーティストなど様々なものを送り込んでいく「工場」的なものを小室とエイベックスで作る[5]。

## メンバー

### 現行メンバー
| 名前                          | 担当・役割                                           | 生年月日               | 出身地                 |
| ----------------------------- | ---------------------------------------------------- | ---------------------- | ---------------------- |
| YU-KI （ユーキ）              | ボーカル                                             | 1966年12月19日（58歳） | 愛媛県四国中央市       |
| DJ KOO （ディージェイ・コー） | リーダー・DJ・ラップ・ボーカル・サウンドクリエイター | 1961年8月8日（64歳）   | 東京都                 |
| SAM （サム）                  | ダンス・コーラス・コリオグラファー                   | 1962年1月13日（63歳）  | 埼玉県さいたま市岩槻区 |
| CHIHARU （チハル）            | ダンス・コーラス・コリオグラファー                   | 1967年2月28日（58歳）  | 埼玉県さいたま市大宮区 |
| ETSU （エツ）                 | ダンス・コーラス・コリオグラファー                   | 1964年8月11日（61歳）  | 東京都                 |

### 旧メンバー
結成当初はメンバーが流動的であり、概ね10人前後で活動していた。以下はTRFが現行の5人体制へとリニューアルされる際に脱退したメンバー。
- SUZI KIM（スージー・キム）
  - 担当：ボーカル
- Hiro Matsumoto（ヒロ・マツモト、松本 博之〈まつもと ひろゆき〉）
  - 担当：DJ・ラップ・ボーカル
- MEGA-MIX（メガミックス）
  - 担当：ダンス・ラップ・ボーカル
  - フジテレビの深夜番組『DANCE! DANCE! DANCE!』内で結成されたダンスグループ。現行メンバーのSAM・CHIHARU・ETSUは当初このグループに所属していた。メンバーはSANCHE（サンチェ）・GOTO（ゴトウ）・YUKI（ユキ）・HORIE（ホリエ）・IZUMI（イズミ）に前述の3名を加えた8名。TRFが現行の5人体制になる際にグループとしての活動を休止した。GOTO・YUKI・HORIEはTRF脱退後にSound Cream Steppersを結成し、アンダーグラウンドのダンスシーンで活躍。

## 来歴

### 1991年 - 1992年
1991年から1992年、当時マハラジャや麻布十番のディスコのイベント企画をしていた、千葉龍平とTMNの小室哲哉がダンスユニットを構想。メンバーの人選の基準は「ダンサーはパフォーマンスに華があるかどうか」「ボーカルはテクノ・ハウス以外のダンス・ミュージックにも対応できるかどうか」「DJはロックの持つエネルギーがわかる人かどうか」で選んでいった。
エイベックス関係者からの紹介によりThe JG'sのDJ KOOが参加。マハラジャ全店にて小室が開催したイベント「TK TRACKS NIGHT」岐阜大会でチャカ・カーンの曲を踊り優勝した3人組のうちの1人であった元ZOOのYU-KIをスカウト。ダンサーは当時フジテレビで放送された番組『DANCE! DANCE! DANCE!』に出演していたヒップホップ・アシッドジャズダンスグループ「MEGA-MIX」が参加。
プロデュースの方針はPete Waterman Entertainment、C+C Music Factoryのレコーディングの方式と秋元康と後藤次利のコンビがおニャン子クラブを売り出す時の方法論を踏襲した。
小室・DJ・ラッパーとのセッションでロックンロールとは違った新しい音の広がり・ライブでの盛り上げ方・レコーディングの方法を開発していった。
サウンド面のコンセプトはもちろん、メンバーの役割・衣装・髪型から、どこのスタジオで録るかまで小室が1から10まで決めていた。

### 1993年 - 1995年
1993年2月25日、小室のプロデュースにより「trf」としてシングル「GOING 2 DANCE / OPEN YOUR MIND」、アルバム『trf 〜THIS IS THE TRUTH〜』でデビュー。
全国のクラブでヘビーローテーションされ、アンダーグラウンドで認知された後、2ndシングル「EZ DO DANCE」がシーブリーズのCMソングとして大衆認知された。
当初はメンバーが流動的で、小室が1992年12月より主宰するイベントとしての「TK RAVE FACTORY」に「複数のヴォーカリスト（北村夕起＝YU-KI、スージー・キム＝SUZI KIM）、DJ（髙瀨浩一＝DJ KOO、松本博之＝Hiro Matsumoto）、ダンサー（MEGA-MIX）が参加している」という色彩の強い、小室とDJ主導による匿名性の高いユニットであり、楽曲毎にヴォーカリストを変える予定だった。小室は「結成当初からYU-KIが『ソロ作品を出したい』、ダンサー達も『海外で踊りたい』『コアなダンスユニットを結成したい』と将来のビジョンが別々だったため、メンバー各自の方向性を活かしながら、ユニットを続けられるなら続けられる環境作りを心がけた。少なくとも普通のロックバンドみたいに終身雇用制ではなかった」と答えている。実際に活動初期はダンサーの公演・勉強・アルバイトを優先、trf関連の仕事は1回毎にギャランティが支払われる契約であった。エイベックスと専属契約を結んだのは「寒い夜だから…」が発売された頃だった。CDデビューにあたっては、ほぼ11人組となる。「EZ DO DANCE」リリース後にGOTO・YUKI・HORIEの3人（後にSound Cream Steppersを結成）が脱退。1993年秋頃にメンバーが現在の5人となった。ユニット最初期の代表曲である「EZ DO DANCE」「寒い夜だから…」は、両曲とも本格的なヒットまでに1年かかっている。
音楽番組のカメラ割りの定番を崩すため小室の戦略として、従来は間奏中はバンドメンバーの演奏シーンを撮る所を間奏中はダンサーとDJを中心にする様に小室が照明スタッフ・カメラマンに指示した事により、ステージの奥行きを出し、画のバリエーションを増やし、音だけでなく視覚的にも楽しませるように演出。
1993年末にリリースされた5thシングル「寒い夜だから…」でシングルでは初となるオリコンチャート10位以内にランクイン、同曲を収録したアルバム『WORLD GROOVE』ではシングル・アルバム通して初めてオリコンチャート1位を獲得し、知名度を高めていく。1994年から1995年にかけて、シングルでは5作連続、アルバムでは3作連続でミリオンセラーを記録。小室ブームのきっかけとなり、後発のglobeや安室奈美恵らとともに現在のエイベックスの礎を築く。シングル5作ミリオンセラーの最終作である「Overnight Sensation 〜時代はあなたに委ねてる〜」が第37回日本レコード大賞を受賞。同年YU-KIとDJ KOOはテレビ東京のドラマ『クリスマスキス〜イブに逢いましょう』にラジオDJ役で出演し、映画『花より男子』では全員でtrf本人役として出演するなど多面的に活動する。

### 1996年 - 1999年
1996年6月シングル「Hey! Ladies & Gentlemen」よりグループ名を大文字の「TRF」に改称。「生ドラムをベースに作る」「ブラックミュージック」「今までの楽曲よりテンポを落ち着かせ、ダンサーの一つひとつの動きをより正確に見せる」ことをコンセプトとして、「LEGEND OF WIND」をリード・シングルとした小室プロデュースによるオリジナル・アルバムを1997年2月に発売する予定があり、実際にレコーディングも行われていたが、実現しなかった。
1997年7月に小室がエイベックスと絶縁したため、TRFは小室プロデュースで新作を出すことが不可能となる。一方、この年からソロ活動が活発化。YU-KIはアニメ映画『エルマーの冒険』に声優として挑戦し、オープニング・テーマ曲の「dragons' dance」をソロとして歌った。
1年間表立った活動がなかったあと、1998年1月1日に小室時代の総決算としてベストアルバム『WORKS』を発売し活動再開。以降小室プロデュースから離れ、セルフプロデュースに移行するが、売り上げは極端に減少した。セルフプロデュース第1弾シングルである「Unite! The Night!」が、TBSの長野オリンピックのテーマ曲に起用、同局中継にも出演。
1999年2月発売「JOY」が、テレビ朝日の土曜ワイド劇場のエンディング・テーマとして1998年10月から2000年3月まで1年半使用された。ドラマのタイアップ効果の影響もあってか、セルフプロデュース期時代の中では代表曲の一つとして挙げられている。

### 2000年 - 2005年
セールスの低下に歯止めがかからない中、2000年から新曲CDリリースが止まるものの、TRF自体の活動はソロやライブ活動で存続。CHIHARUが工藤静香、相川七瀬、浜崎あゆみの振付を担当。SAMはSMAP、V6、BoA、安室奈美恵の振付を担当。ETSUはBurst drive Mixシリーズのジャケットのデザインを担当。2000年から2005年の5年間のCD発売は、Burst drive Mixシリーズと、『「だぁ!だぁ!だぁ!」SEBプレゼンツ BOY MEETS GIRL with TRF』のみで、新曲は2002年のオムニバスアルバム『songnation』収録の「One Nation」のみであった。
ライヴ活動として2002年から2005年のa-nation、2005年10月のトヨタ自動車関連会社のイベント「ALL TOYOTA BIG HOLIDAY」のライブゲストに出演、大雨の中、歌唱中にYU-KIが滑って2度転倒するも最後まで歌いきり、最後には司会の福澤朗から、翌2006年に6年振りの新曲をリリースすることが発表された。ACT AGAINST AIDS（AAA）には2年連続で出演している。

### 2006年 - 2011年
2006年1月18日に「TRF Re Vibe!!」プロジェクトが始動、6年振りの新曲「Where to begin」、2月15日にはアルバム『Lif-e-Motions』を発売。8月11日に『徹子の部屋』（テレビ朝日）に初出演。8月30日にはテレビアニメ『ブラック・ジャック21』のエンディング・テーマに起用されたシングル「Silence whispers」と同時にLIVE DVD「Lif-e-Motions TOUR 2006」を発売。11月29日には小室が再び楽曲提供した「We are all BLOOMIN'」発売。同日にデビューシングルから全24タイトルの8cmシングルを12cm廉価盤、その他DVD廉価盤8作品を一挙再発売。前日の11月28日にはTRFを全面的にフィーチャーしたパチンコ機『CR TRF』（サンセイR&D）が発表された（2007年1月より稼動）。
2007年、結成15周年記念として、2月7日に『TRF 15th Anniversary BEST -MEMORIES-』を発売。秋にはベストライブも開催され、この15周年を期に、TRFとして本格的な活動を更に加速させている。
2009年、1月21日に新曲「Memorial Snow/CLOSURE」を発売。「Memorial Snow」は初期のシングル「寒い夜だから…」のアンサーソング。2月11日には約3年振りのニュー・アルバムとなる『GRAVITY』発売。DVD付属盤には、DJ KOOによる過去の音源とPVを使用したNONSTOP MIXが収録。3月5日には旧譜のPC配信が一斉に解禁。また、「LIVE SDD 2009」ではプロジェクトリーダーを務めている。

### 2012年 - 2016年
結成20周年を記念し、2012年6月1日にエイベックスとexabodyが共同開発したエクササイズDVD『EZ DO DANCERCIZE（イージー・ドゥ・ダンササイズ）』の予約販売が開始。この作品はダンスメンバーのSAM、ETSU、CHIHARUが自身のヒット曲である「EZ DO DANCE」「survival dAnce 〜no no cry more〜」「BOY MEETS GIRL」に合わせてオリジナルのダンス・エクササイズ・プログラムを開発し直接指導するというものであり、TRFのヒット曲にあわせてエクササイズが出来る事が評価され、2013年2月25日にミリオン突破が発表された。CDとDVD両方でミリオンセールスを記録したのは日本人歌手初である。
好評を博し、2013年2月28日には「寒い夜だから…」体幹集中プログラムがリリース。4月15日「Overnight Sensation」「masquerade」「CRAZY GONNA CRAZY」を収録した『EZ DO DANCERCIZE 2nd EDITION』リリースが決定。続いてデビュー20周年企画が発足。2012年11月から2013年2月にかけて4か月連続作品リリース、3月からの全国ツアー決定。企画第1弾はベスト・アルバム『TRF 20th Anniversary COMPLETE SINGLE BEST』、第2弾はアイドルによる『TRF リスペクトアイドルトリビュート』発売、第3弾は新曲「PUSH YOUR BACK」配信、そしてデビュー20周年にあたる2013年2月25日に第4弾ミニアルバム『WATCH THE MUSIC』をリリース。アルバムは小室哲哉が約16年ぶりにプロデュースを手掛け、それに伴いユニット名を小室プロデュース時代の象徴である小文字表記の『trf』にアルバム限定で改めることが発表された。その後20周年企画として各アーティストがTRFの楽曲カバーを収録した『TRF TRIBUTE ALBUM BEST』が3月13日に、VOCALOIDによるアルバム『VOCALOID3 meets TRF』が3月27日にリリース。2015年にはglobeの20周年記念トリビュートアルバム『#globe20th -SPECIAL COVER BEST-』へ参加。

### 2017年 - 2022年
2017年2月、『CDTVスーパーリクエストDVD〜TRF〜』 をリリース。
2017年5月、9月に結成&2018年2月にデビュー25周年を迎えるに当たり新たなアーティスト画像がオフィシャル公式HPに掲載された。
2018年2月24日・25日には、25周年記念イヤーの企画プロジェクト第1弾として記念ライブ「TRF 25th Anniversary 『THANXXX!!! 25 Best Hits LIVE & Party』」や同じく25周年を迎えたaccessとのジョイントライブをZepp Diva Cityにて開催されることが発表された。
2018年1月6日よりbayfmにてラジオ番組『TRF presents bayfm Groove The Music』が開始。
2018年大晦日、『第2回ももいろ歌合戦』に出場。
2022年夏には、『ミュージックステーション』や『THE MUSIC DAY』などの多くの音楽番組に出演した。

### 2023年 -
2023年2月25日にデビュー30周年記念プロジェクトとして、およそ5年ぶりのワンマン公演「TRF 30th Anniversary Live『THANXXX!!! LIVE & Party』」をZepp Hanedaにおいて開催。同日のライブにおいて堂島ロールとのコラボロールケーキや、小室哲哉がリアレンジを手掛けた『EZ DO DANCE -Version.2023-』、久々の新譜作（シングル）リリースなどが発表された。
2024年2月18日、デビュー30周年を締めくくるスペシャル・ライブ「TRF 30th Anniversary Live at 日本武道館『past and future.』」を日本武道館にて開催。チケットはソールドアウトとなり、約8,500人を集客。またライブ内にて、約10年ぶりとなる新曲「TRy the Future」をサプライズ披露した。なお、TRFのライブが同会場で行われるのは「TRF exicoast tour '99」のツアーファイナル以来、およそ約25年振りとなる。

## ディスコグラフィ

### シングル

#### CDシングル
| trf 名義 |                |                                                |                 |            |      |                                      |             |
| 1st      | 1993年02月25日 | GOING 2 DANCE/OPEN YOUR MIND                   | 8cmCD           | AVDD-20036 | 圏外 | trf 〜THIS IS THE TRUTH〜            | 不明        |
| 1st      | 2006年11月29日 | GOING 2 DANCE/OPEN YOUR MIND                   | 12cmCD - 再発盤 | AVCD-31098 | 圏外 | trf 〜THIS IS THE TRUTH〜            | 不明        |
| 2nd      | 1993年06月21日 | EZ DO DANCE                                    | 8cmCD           | AVDD-20042 | 15位 | EZ DO DANCE                          | 783,690枚   |
| 2nd      | 2006年11月29日 | EZ DO DANCE                                    | 12cmCD - 再発盤 | AVCD-31099 | 15位 | EZ DO DANCE                          | 783,690枚   |
| 3rd      | 1993年11月21日 | 愛がもう少し欲しいよ                           | 8cmCD           | AVDD-20060 | 29位 | WORLD GROOVE                         | 95,530枚    |
| 3rd      | 2006年11月29日 | 愛がもう少し欲しいよ                           | 12cmCD - 再発盤 | AVCD-31100 | 29位 | WORLD GROOVE                         | 95,530枚    |
| 4th      | 1993年11月21日 | Silver and Gold dance                          | 8cmCD           | AVDD-20061 | 24位 | WORLD GROOVE                         | 192,560枚   |
| 4th      | 2006年11月29日 | Silver and Gold dance                          | 12cmCD - 再発盤 | AVCD-31101 | 24位 | WORLD GROOVE                         | 192,560枚   |
| 5th      | 1993年12月16日 | 寒い夜だから…                                  | 8cmCD           | AVDD-20062 | 8位  | WORLD GROOVE                         | 674,120枚   |
| 5th      | 1994年11月21日 | 寒い夜だから…                                  | 8cmCD           | AVDD-20062 | 8位  | WORLD GROOVE                         | 674,120枚   |
| 5th      | 2006年11月29日 | 寒い夜だから…                                  | 12cmCD - 再発盤 | AVCD-31102 | 8位  | WORLD GROOVE                         | 674,120枚   |
| 6th      | 1994年05月25日 | survival dAnce 〜no no cry more〜              | 8cmCD           | AVDD-20070 | 1位  | BILLIONAIRE 〜BOY MEETS GIRL〜       | 1,375,560枚 |
| 6th      | 2006年11月29日 | survival dAnce 〜no no cry more〜              | 12cmCD - 再発盤 | AVCD-31103 | 1位  | BILLIONAIRE 〜BOY MEETS GIRL〜       | 1,375,560枚 |
| 7th      | 1994年06月22日 | BOY MEETS GIRL                                 | 8cmCD           | AVDD-20080 | 3位  | BILLIONAIRE 〜BOY MEETS GIRL〜       | 1,285,470枚 |
| 7th      | 2006年11月29日 | BOY MEETS GIRL                                 | 12cmCD - 再発盤 | AVCD-31104 | 3位  | BILLIONAIRE 〜BOY MEETS GIRL〜       | 1,285,470枚 |
| 8th      | 1995年01月01日 | CRAZY GONNA CRAZY                              | 8cmCD           | AVDD-20082 | 1位  | dAnce to positive                    | 1,587,400枚 |
| 8th      | 2006年11月29日 | CRAZY GONNA CRAZY                              | 12cmCD - 再発盤 | AVCD-31105 | 1位  | dAnce to positive                    | 1,587,400枚 |
| 9th      | 1995年02月01日 | masquerade                                     | 8cmCD           | AVDD-20083 | 1位  | dAnce to positive                    | 1,389,080枚 |
| 9th      | 2006年11月29日 | masquerade                                     | 12cmCD - 再発盤 | AVCD-31106 | 1位  | dAnce to positive                    | 1,389,080枚 |
| 10th     | 1995年03月08日 | Overnight Sensation 〜時代はあなたに委ねてる〜 | 8cmCD           | AVDD-20084 | 1位  | dAnce to positive                    | 1,063,230枚 |
| 10th     | 2006年11月29日 | Overnight Sensation 〜時代はあなたに委ねてる〜 | 12cmCD - 再発盤 | AVCD-31107 | 1位  | dAnce to positive                    | 1,063,230枚 |
| 11th     | 1995年10月25日 | BRAND NEW TOMORROW                             | 8cmCD           | AVDD-20105 | 1位  | BRAND NEW TOMORROW                   | 674,470枚   |
| 11th     | 2006年11月29日 | BRAND NEW TOMORROW                             | 12cmCD - 再発盤 | AVCD-31108 | 1位  | BRAND NEW TOMORROW                   | 674,470枚   |
| 12th     | 1995年12月11日 | Happening Here/teens                           | 8cmCD           | AVDD-20116 | 3位  | BRAND NEW TOMORROW                   | 316,320枚   |
| 12th     | 2006年11月29日 | Happening Here/teens                           | 12cmCD - 再発盤 | AVCD-31109 | 3位  | BRAND NEW TOMORROW                   | 316,320枚   |
| 13th     | 1996年03月21日 | Love & Peace Forever                           | 8cmCD           | AVDD-20121 | 2位  | WORKS -THE BEST OF TRF-              | 489,730枚   |
| 13th     | 2006年11月29日 | Love & Peace Forever                           | 12cmCD - 再発盤 | AVCD-31110 | 2位  | WORKS -THE BEST OF TRF-              | 489,730枚   |
| TRF 名義 |                |                                                |                 |            |      |                                      |             |
| 14th     | 1996年06月12日 | Hey! Ladies & Gentlemen                        | 8cmCD           | AVDD-20134 | 4位  | WORKS -THE BEST OF TRF-              | 289,750枚   |
| 14th     | 2006年11月29日 | Hey! Ladies & Gentlemen                        | 12cmCD - 再発盤 | AVCD-31111 | 4位  | WORKS -THE BEST OF TRF-              | 289,750枚   |
| 15th     | 1996年07月24日 | BRAVE STORY                                    | 8cmCD           | AVDD-20130 | 4位  | WORKS -THE BEST OF TRF-              | 258,780枚   |
| 15th     | 2006年11月29日 | BRAVE STORY                                    | 12cmCD - 再発盤 | AVCD-31112 | 4位  | WORKS -THE BEST OF TRF-              | 258,780枚   |
| 16th     | 1996年11月06日 | SILENT NIGHT                                   | 8cmCD           | AVDD-20152 | 5位  | WORKS -THE BEST OF TRF-              | 175,070枚   |
| 16th     | 2006年11月29日 | SILENT NIGHT                                   | 12cmCD - 再発盤 | AVCD-31113 | 5位  | WORKS -THE BEST OF TRF-              | 175,070枚   |
| 17th     | 1996年12月11日 | LEGEND OF WIND                                 | 8cmCD           | AVDD-20170 | 4位  | WORKS -THE BEST OF TRF-              | 252,780枚   |
| 17th     | 2006年11月29日 | LEGEND OF WIND                                 | 12cmCD - 再発盤 | AVCD-31114 | 4位  | WORKS -THE BEST OF TRF-              | 252,780枚   |
| 18th     | 1998年02月18日 | Unite! The Night!                              | 8cmCD           | AVDD-20226 | 8位  | UNITE                                | 106,410枚   |
| 18th     | 2006年11月29日 | Unite! The Night!                              | 12cmCD - 再発盤 | AVCD-31115 | 8位  | UNITE                                | 106,410枚   |
| 19th     | 1998年03月25日 | Frame                                          | 8cmCD           | AVDD-20235 | 5位  | UNITE                                | 153,020枚   |
| 19th     | 2006年11月29日 | Frame                                          | 12cmCD - 再発盤 | AVCD-31116 | 5位  | UNITE                                | 153,020枚   |
| 20th     | 1998年04月29日 | TRY OR CRY                                     | 8cmCD           | AVDD-20247 | 18位 | UNITE                                | 47,380枚    |
| 20th     | 2006年11月29日 | TRY OR CRY                                     | 12cmCD - 再発盤 | AVCD-31117 | 18位 | UNITE                                | 47,380枚    |
| 21st     | 1998年09月23日 | BE FREE                                        | 8cmCD           | AVDD-20262 | 16位 | LOOP＃1999                           | 47,430枚    |
| 21st     | 2006年11月29日 | BE FREE                                        | 12cmCD - 再発盤 | AVCD-31118 | 16位 | LOOP＃1999                           | 47,430枚    |
| 22nd     | 1998年11月05日 | embrace/slug and soul                          | 8cmCD           | AVDD-20277 | 19位 | LOOP＃1999                           | 30,200枚    |
| 22nd     | 2006年11月29日 | embrace/slug and soul                          | 12cmCD - 再発盤 | AVCD-31119 | 19位 | LOOP＃1999                           | 30,200枚    |
| 23rd     | 1999年02月03日 | JOY                                            | 8cmCD           | AVDD-20295 | 30   | LOOP＃1999                           | 13,520枚    |
| 23rd     | 2006年11月29日 | JOY                                            | 12cmCD - 再発盤 | AVCD-31120 | 30   | LOOP＃1999                           | 13,520枚    |
| 24th     | 1999年04月21日 | WIRED                                          | 8cmCD           | AVDD-20302 | 30   | LOOP＃1999                           | 21,330枚    |
| 24th     | 2006年11月29日 | WIRED                                          | 12cmCD - 再発盤 | AVCD-31121 | 30   | LOOP＃1999                           | 21,330枚    |
| 25th     | 1999年08月25日 | HE LIVES IN YOU                                | 12cmCD          | AVCD-30048 | 40位 | LOOP＃1999                           | 13,580枚    |
| 26th     | 2006年01月18日 | Where to begin                                 | CD+DVD          | AVCD-30886 | 18位 | Lif-e-Motions                        | 21,262枚    |
| 26th     | 2006年01月18日 | Where to begin                                 | CD              | AVCD-30887 | 18位 | Lif-e-Motions                        | 21,262枚    |
| 27th     | 2006年08月30日 | Silence whispers                               | CD+DVD          | AVCD-31002 | 40位 | TRF 15th Anniversary BEST -MEMORIES- | 7,936枚     |
| 27th     | 2006年08月30日 | Silence whispers                               | CD              | AVCD-31003 | 40位 | TRF 15th Anniversary BEST -MEMORIES- | 7,936枚     |
| 28th     | 2006年11月29日 | We are all BLOOMIN'                            | CD+DVD          | AVCD-31094 | 19位 | TRF 15th Anniversary BEST -MEMORIES- | 7,288枚     |
| 28th     | 2006年11月29日 | We are all BLOOMIN'                            | CD              | AVCD-31095 | 19位 | TRF 15th Anniversary BEST -MEMORIES- | 7,288枚     |
| 29th     | 2007年10月17日 | iNNOVATiON                                     | CD+DVD          | AVCD-31295 | 28位 | GRAVITY                              | 3,111枚     |
| 29th     | 2007年10月17日 | iNNOVATiON                                     | CD              | AVCD-31296 | 28位 | GRAVITY                              | 3,111枚     |
| 30th     | 2008年04月23日 | Live Your Days                                 | CD+DVD          | AVCD-31403 | 49位 | GRAVITY                              | 4,138枚     |
| 30th     | 2008年04月23日 | Live Your Days                                 | CD              | AVCD-31404 | 49位 | GRAVITY                              | 4,138枚     |
| 31st     | 2009年01月21日 | Memorial Snow/CLOSURE                          | CD+DVD          | AVCD-31476 | 37位 | GRAVITY                              | 3,005枚     |
| 31st     | 2009年01月21日 | Memorial Snow/CLOSURE                          | CD              | AVCD-31477 | 37位 | GRAVITY                              | 3,005枚     |

#### リミックスシングル
| 枚                                    | 発売日         | タイトル                                                                | 販売形態 | 規格品番   | オリコン 最高位 | 初収録アルバム                                   |          |          |          |
| TRF 名義                              | TRF 名義       | TRF 名義                                                                | TRF 名義 | TRF 名義   | TRF 名義        | TRF 名義                                         | TRF 名義 | TRF 名義 | TRF 名義 |
| ------------------------------------- | -------------- | ----------------------------------------------------------------------- | -------- | ---------- | --------------- | ------------------------------------------------ | -------- | -------- | -------- |
| 1st                                   | 2000年03月23日 | Burst drive Mix [Unite! the Night! (SOUL SOLUTION MIX)]                 | CD       | AVCD-30103 | 圏外            | Burst drive mix -album- non stop mixed by DJ KOO |          |          |          |
| 2nd                                   | 2000年05月31日 | Burst drive Mix -2nd mix- [Samui Yoru Dakara (SHARP BOYS UK VOCAL MIX)] | CD       | AVCD-30110 | 圏外            | Burst drive mix -album- non stop mixed by DJ KOO |          |          |          |
| 3rd                                   | 2000年07月26日 | Burst drive Mix -3rd mix- [It's MY TIME (SOUL SOLUTION MIX)]            | CD       | AVCD-30112 | 圏外            | Burst drive mix -album- non stop mixed by DJ KOO |          |          |          |
| 4th                                   | 2000年09月20日 | Burst drive Mix -4th mix- [Brave Story (JHONATHAN PETERS MIX)]          | CD       | AVCD-30131 | 圏外            | Burst drive mix -album- non stop mixed by DJ KOO |          |          |          |
| 5th                                   | 2000年11月22日 | Burst drive Mix -5th mix- [Silver and Gold dance (THUNDERPUSS MIX)]     | CD       | AVCD-30154 | 圏外            | Burst drive mix -album- non stop mixed by DJ KOO |          |          |          |
| Various Artists (SUPER EUROBEAT) 名義 |                |                                                                         |          |            |                 |                                                  |          |          |          |
| -                                     | 2000年08月23日 | 「だぁ!だぁ!だぁ!」SEB プレゼンツ BOY MEETS GIRL with TRF               | CD       | AVDD-20354 | 圏外            | 未収録                                           |          |          |          |

#### 配信限定シングル
| 発売日         | タイトル                                           | 備考 | 収録作品                                                                    |
| -------------- | -------------------------------------------------- | --- | --------------------------------------------------------------------------- |
| 2007年07月11日 | lights and any more                                | アニメ『湾岸MIDNIGHT』主題歌                                                                                                   | 10thアルバム『GRAVITY』                                                     |
| 2007年07月11日 | survival dAnce '07                                 | 映画『阿波DANCE』主題歌 | 未収録                                                                      |
| 2007年07月11日 | BOY MEETS GIRL '07                                 | PC用MMORPG『エミル・クロニクル・オンライン』 「SAGA6：新生の扉 〜Door of Neogenesis〜」イメージソング                          | 未収録                                                                      |
| 2007年07月11日 | FUNKY M '07                                        | | 未収録                                                                      |
| 2010年08月02日 | survival dAnce feat. DABO & JAMOSA 〜reborn〜      | 〜reborn〜シリーズ第1弾。 | トリビュート・アルバム『TRF TRIBUTE ALBUM BEST』                            |
| 2010年08月02日 | BOY MEETS GIRL feat. WISE 〜reborn〜               | 〜reborn〜シリーズ第2弾。 | トリビュート・アルバム『TRF TRIBUTE ALBUM BEST』                            |
| 2010年08月02日 | EZ DO DANCE retracked by Yasutaka Nakata (capsule) | 〜reborn〜シリーズ第3弾。 | トリビュート・アルバム『TRF TRIBUTE ALBUM BEST』                            |
| 2011年01月19日 | 寒い夜だから… feat. INFINITY16 & GOKIGEN SOUND     | 〜reborn〜シリーズ第4弾。 | トリビュート・アルバム『TRF TRIBUTE ALBUM BEST』                            |
| 2013年01月30日 | PUSH YOUR BACK                                     | trf名義 テレビ朝日プロモーシャルソング                                                                                         | ミニアルバム『WATCH THE MUSIC』                                             |
| 2018年12月16日 | Get Wild -live ver.-                               | TRF x access名義 accessとのジョイントライブの際に披露された曲を音源化。                                                        | 未収録                                                                      |
| 2018年12月16日 | LET ME GO MY WAY feat. Daisuke Asakura             | | 未収録                                                                      |
| 2023年3月22日  | EZ DO DANCE -Version.2023-                         | デビュー30周年を記念した配信限定シングル。 小室哲哉がリアレンジを施し、Dave Ford氏による新ミックスでボーカルを再録させた音源。 | 5thベストアルバム『TRF 30th Anniversary “past and future” Premium Edition』 |
| 2024年3月20日  | TRy the future                                     | 約15年ぶりの新曲。初披露は2024年2月18日に行われた TRF 30th Anniversary Live at Budokan "Past and future"                       | 5thベストアルバム『TRF 30th Anniversary “past and future” Premium Edition』 |

### アルバム

#### スタジオ・アルバム
| trf 名義 |                |                                |         |            |      |
| 1st      | 1993年02月25日 | trf 〜THIS IS THE TRUTH〜      | CD      | AVCD-11102 | 14位 |
| 2nd      | 1993年07月21日 | EZ DO DANCE                    | CD      | AVCD-11128 | 4位  |
| 3rd      | 1994年02月09日 | WORLD GROOVE                   | CD      | AVCD-11183 | 1位  |
| 4th      | 1994年07月27日 | BILLIONAIRE 〜BOY MEETS GIRL〜 | CD      | AVCD-11230 | 1位  |
| 5th      | 1995年03月27日 | dAnce to positive              | CD      | AVCD-11288 | 1位  |
| 6th      | 1995年12月11日 | BRAND NEW TOMORROW             | CD      | AVCD-11354 | 2位  |
| TRF 名義 |                |                                |         |            |      |
| 7th      | 1998年05月20日 | UNITE                          | CD      | AVCD-11645 | 4位  |
| 8th      | 1999年05月19日 | LOOP＃1999                     | CD      | AVCD-11723 | 5位  |
| 9th      | 2006年02月15日 | Lif-e-Motions                  | 2CD+DVD | AVCD-17858 | 8位  |
| 9th      | 2006年02月15日 | Lif-e-Motions                  | 2CD     | AVCD-17860 | 8位  |
| 10th     | 2009年02月11日 | GRAVITY                        | CD+DVD  | AVCD-23754 | 42位 |
| 10th     | 2009年02月11日 | GRAVITY                        | CD      | AVCD-23755 | 42位 |

#### ミニ・アルバム
| trf 名義       |                 |        |              |      |
| 2013年02月25日 | WATCH THE MUSIC | CD+DVD | AVCD-38579/B | 42位 |
| 2013年02月25日 | WATCH THE MUSIC | CD     | AVCD-38580   | 42位 |

#### リミックス・アルバム
| trf 名義 |                |                                                  |    |            | |      |
| 1st      | 1993年05月21日 | HYPER TECHNO MIX                                 | CD | AVCD-11122 | | 圏外 |
| 2nd      | 1993年10月21日 | HYPER TECHNO MIX II                              | CD | AVCD-11153 | | 圏外 |
| 3rd      | 1994年04月27日 | HYPER MIX III                                    | CD | AVCD-11200 | | 1位  |
| 4th      | 1995年06月21日 | hyper mix 4                                      | CD | AVCD-11313 | | 2位  |
| TRF 名義 |                |                                                  |    |            | |      |
| 5th      | 2000年12月27日 | Burst drive mix -album- non stop mixed by DJ KOO | CD | AVCD-11879 | リミックスシングルとして発売されたBurst drive Mixシリーズ5枚に収録された曲を、ノンストップにて収録。            | 圏外 |
| 企画     | 2011年03月23日 | J-POPハリケーン 〜TRFだけ60分本気MIX〜 ／MIX-J   | CD | AVCD-38286 | MIX-Jが手掛ける、「J-POPハリケーン」シリーズの一環。                                                            | 圏外 |
| 企画     | 2013年03月27日 | DJ KOO 〜TRF 20th Anniversary Non-stop mix       | CD | AVC6-38659 | TRF20周年連続リリース企画第6弾。 DJ KOO自らが手掛けたNon-Stop Mixアルバムが、レンタル専用商品としてリリース。。 | 圏外 |

#### ベスト・アルバム
| TRF 名義   |                |                                                        |                           |                   | |      |
| 1st        | 1998年01月01日 | WORKS -THE BEST OF TRF-                                | 2CD                       | AVCD-11633        | 1993年 - 1996年までのTKプロデュース期に発表されたシングルおよびアルバム曲を収録したベスト・アルバム。 DVDオーディオ盤は出荷数が少なく廃盤になっており稀少品となっている。 | 1位  |
| 1st        | 2004年01月28日 | WORKS -THE BEST OF TRF-                                | DVD-Audio                 | AVAD-91201        | 1993年 - 1996年までのTKプロデュース期に発表されたシングルおよびアルバム曲を収録したベスト・アルバム。 DVDオーディオ盤は出荷数が少なく廃盤になっており稀少品となっている。 | -    |
| 2nd        | 2007年02月07日 | TRF 15th Anniversary BEST -MEMORIES-                   | 3CD+3DVD - 初回生産限定盤 | AVCD-23167        | 結成及びデビュー15周年を記念して感謝の気持ちを込めたベスト・アルバム。 Disc1はファンからのリクエスト投票によって反映された楽曲が、Disc2は4人のメンバーによって厳選した楽曲をそれぞれ収録。 初回生産限定盤のみ、未発表音源などを収録したボーナスCDと15年間を振り返る映像などが収められたスペシャルDVDが付属される。 通常盤DVDにはこれまでに発表されたMV全曲を完全収録。                                 | 6位  |
| 2nd        | 2007年02月07日 | TRF 15th Anniversary BEST -MEMORIES-                   | 2CD+2DVD - 通常盤         | AVCD-23170        | 結成及びデビュー15周年を記念して感謝の気持ちを込めたベスト・アルバム。 Disc1はファンからのリクエスト投票によって反映された楽曲が、Disc2は4人のメンバーによって厳選した楽曲をそれぞれ収録。 初回生産限定盤のみ、未発表音源などを収録したボーナスCDと15年間を振り返る映像などが収められたスペシャルDVDが付属される。 通常盤DVDにはこれまでに発表されたMV全曲を完全収録。                                 | 6位  |
| 2nd        | 2007年02月07日 | TRF 15th Anniversary BEST -MEMORIES-                   | 2CD - 通常盤              | AVCD-23172        | 結成及びデビュー15周年を記念して感謝の気持ちを込めたベスト・アルバム。 Disc1はファンからのリクエスト投票によって反映された楽曲が、Disc2は4人のメンバーによって厳選した楽曲をそれぞれ収録。 初回生産限定盤のみ、未発表音源などを収録したボーナスCDと15年間を振り返る映像などが収められたスペシャルDVDが付属される。 通常盤DVDにはこれまでに発表されたMV全曲を完全収録。                                 | 6位  |
| [ 注釈 4 ] | 2007年06月30日 | Complete Best TRF Vol.1                                | CD                        | AQC1-50265        | avex ARCHIVESシリーズの一環。 | -    |
| [ 注釈 4 ] | 2007年06月30日 | Complete Best TRF Vol.2                                | CD                        | AQC1-50266        | avex ARCHIVESシリーズの一環。 | -    |
| 3rd        | 2012年11月21日 | TRF 20TH Anniversary COMPLETE SINGLE BEST              | 3CD+DVD                   | AVCD-38635        | 結成及びデビュー20周年を記念して発売されたベスト・アルバム。 1998年及び2007年リリースのベスト盤とは異なり、デビューシングル「GOING 2 DANCE」から2009年当時の最新シングル「Memorial Snow」までの既発シングルを完全網羅させたシングル・コレクションとなっている。 また、小室哲哉による書き下ろし新曲「EVERYDAY」が追加収録されている。 DVDには1994年の初ツアーからのパフォーマンス映像が厳選されている。 | 21位 |
| 3rd        | 2012年11月21日 | TRF 20TH Anniversary COMPLETE SINGLE BEST              | 3CD                       | AVCD-38638        | 結成及びデビュー20周年を記念して発売されたベスト・アルバム。 1998年及び2007年リリースのベスト盤とは異なり、デビューシングル「GOING 2 DANCE」から2009年当時の最新シングル「Memorial Snow」までの既発シングルを完全網羅させたシングル・コレクションとなっている。 また、小室哲哉による書き下ろし新曲「EVERYDAY」が追加収録されている。 DVDには1994年の初ツアーからのパフォーマンス映像が厳選されている。 | 21位 |
| 4th        | 2013年12月25日 | BEST SINGLE Collection × EZ DO DANCERCIZE              | CD+DVD                    | AVCD-38886        | TRF20周年イヤー＆ダンササイズヒット御礼記念盤。 | -    |
| [ 注釈 4 ] | 2019年7月31日  | TRF BEST OF BEST                                       | CD                        | AQC1-77433        | [ 22 ] | -    |
| 5th        | 2024年3月20日  | TRF 30th Anniversary “past and future” Premium Edition | 3CD+3Blu-ray              | AVCD-63558~60/B~D | TRFの歌、ダンス、D」、それぞれの「魅力」と「好き」を詰め込んだ “past and future”過去から未来へ、TRF30年 間の集大成記念作品。 |      |

#### その他のアルバム
|              | 発売日         | タイトル                                  | 販売形態               | 規格品番               | 備考 |
| ------------ | -------------- | ----------------------------------------- | ---------------------- | ---------------------- | --- |
| 企画         | 1994年10月21日 | PRESET SOUND                              | 2CD                    | AVCD-11260             | サンプリング音盤。 リズム・パターンを抽出してループさせたものや、ボーカルを一部分抜粋したり、効果音だけを羅列したり、とtrfの音ネタだけで構成されている。 |
| ライヴ       | 1996年02月21日 | THE LIVE³                                 | 3CD                    | AVCD-11408〜10         | 1994年から1995年のライブツアー「BILLIONAIRE Tour」「dAnce to positive Tour」「BRAND NEW TOMORROW in TOKYO DOME」の中からベスト・テイクをセレクトしたライブ盤。 曲の被りはほとんど無く楽曲アレンジが、ユーロからアメリカンへ路線変更している点などがある。 |
| 企画         | 1996年春期間   | Live-Dio meets trf our dance camp         | CD                     | AVCS-10052             | 非売品。 「Love & Peace Forever」の楽曲完成前のラフテイクで収録されている。 |
| トリビュート | 2012年12月19日 | TRFリスペクトアイドルトリビュート!! / IRF | CD+DVD                 | AVCD-38660             | デビュー20周年企画シリーズの第2弾。 アイドリング!!!、東京女子流、Dream5、BiS、SUPER☆GiRLSからメンバーを集結させた「IRF（IDOL RAVE FACTORY）」を結成。 ジャケット・ビジュアルは7thシングル「BOY MEETS GIRL」のオマージュとして撮影された。 |
| トリビュート | 2012年12月19日 | TRFリスペクトアイドルトリビュート!! / IRF | CD                     | AVCD-38661             | デビュー20周年企画シリーズの第2弾。 アイドリング!!!、東京女子流、Dream5、BiS、SUPER☆GiRLSからメンバーを集結させた「IRF（IDOL RAVE FACTORY）」を結成。 ジャケット・ビジュアルは7thシングル「BOY MEETS GIRL」のオマージュとして撮影された。 |
| トリビュート | 2013年03月13日 | TRF TRIBUTE ALBUM BEST                    | 2CD                    | AVCD-38676/7           | デビュー20周年企画シリーズの第4弾。 デビュー20周年を記念して各アーティストがそれぞれTRFの楽曲をカバーしたトリビュート・アルバム。Every Little Thing、浜崎あゆみ、倖田來未、AAA、東方神起などavexの後輩やTMNのサポートメンバーだったことから浅倉大介のユニットaccess（後にaccess×TRFジョイントライブで共演）や中川翔子、平原綾香などavex以外のアーティストも参加。 『Lif-e-Motions』の初回盤でしか聞けなかったものやこのアルバムのために新録されたものを含むTRFカバーのベスト盤。 |
| トリビュート | 2013年03月27日 | VOCALOID3 meets TRF / VRF                 | 2CD                    | AVCD-38678             | デビュー20周年企画シリーズの第5弾。 TRFの代表曲を、PCソフト「VOCALOID3」を用いて人気ボカロP（プロデューサ）がこのアルバムのためだけに新規制作した楽曲13曲を収録したスペシャルアニバーサリー企画。 また、本アルバムには未収録のDJ KOOによる「VOCALOID3 meets TRF [DJ KOO MIX]」が、YouTube・ニコニコ動画で公開されている VOCALOID3 meets TRF (DJ KOO MIX)。 |
| 配信限定     | 2015年12月02日 | TRF 〜Hi-Res Best〜                       | デジタル・ダウンロード | デジタル・ダウンロード | 過去にリリースされたシングル・アルバムの中から選りすぐりの楽曲をハイレゾ音源にしたもの。 |
| 配信限定     | 2015年12月02日 | TRF 〜Hi-Res Selection〜                  | デジタル・ダウンロード | デジタル・ダウンロード | 過去にリリースされたシングル・アルバムの中から選りすぐりの楽曲をハイレゾ音源にしたもの。 |

### 日本未発売のCD

#### シングル
| タイトル                          | 備考                   |
| --------------------------------- | ---------------------- |
| BOY MEETS GIRL                    | 香港盤 ※ジャケット違い |
| 寒い夜だから…                     | 香港盤 ※ジャケット違い |
| CRAZY GONNA CRAZY                 | 香港盤 ※ジャケット違い |
| survival dAnce 〜no no cry more〜 | 香港盤 ※ジャケット違い |
| WORLD GROOVE '96                  |                        |
| EZ DO DANCE '96                   |                        |

#### アルバム
| タイトル           | 備考                                                               |
| ------------------ | ------------------------------------------------------------------ |
| BILLIONAIRE '96    | 台湾盤、ここでしか聴けないリミックスあり。                         |
| dAnce to positive  | 香港盤 ※ジャケット違い、シングル曲はそれぞれsingle versionで収録。 |
| BRAND NEW TOMORROW | 香港盤 ※ジャケットは日本と同じ。                                   |
| MEGA MIXES         | 香港盤、台湾での発売が早かった（Rock Recordsにて）                 |

### 映像作品

#### ミュージック・クリップ集
| trf 名義 |                |                          |     |                     |      |
| 1st      | 1994年09月26日 | WORLD GROOVE             | VHS | AVVD-90007 - 廃盤   | 圏外 |
| 1st      | 2000年03月29日 | WORLD GROOVE             | DVD | AVBD-91002 - 再発盤 | 圏外 |
| 1st      | 2006年11月29日 | WORLD GROOVE             | DVD | AVBD-91431 - 廉価盤 | 圏外 |
| 2nd      | 1995年06月21日 | ULTIMATE FILMS 1994-1995 | VHS | AVVD-90015 - 廃盤   | 圏外 |
| 2nd      | 2000年03月29日 | ULTIMATE FILMS 1994-1995 | DVD | AVBD-91004 - 再発盤 | 圏外 |
| 2nd      | 2006年11月29日 | ULTIMATE FILMS 1994-1995 | DVD | AVBD-91433 - 廉価盤 | 圏外 |
| TRF 名義 |                |                          |     |                     |      |
| 3rd      | 2002年12月11日 | VIDEO CLIPS              | DVD | AVBD-91127          | 圏外 |

#### ライヴ・ビデオ集
| TRF 名義 |                |                                                               |         |                     |   |
| 1st      | 1994年12月16日 | TOUR '94 BILLIONAIRE 〜BOY MEETS GIRL〜                       | VHS     | AVVD-90010 - 廃盤   | - |
| 1st      | 2000年03月29日 | TOUR '94 BILLIONAIRE 〜BOY MEETS GIRL〜                       | DVD     | AVBD-91003 - 再発盤 | - |
| 1st      | 2006年11月29日 | TOUR '94 BILLIONAIRE 〜BOY MEETS GIRL〜                       | DVD     | AVBD-91432 - 廉価盤 | - |
| 2nd      | 1995年11月22日 | TOUR'95 dAnce to positive 〜Overnight Sensation〜             | VHS     | AVVD-90021 - 廃盤   | - |
| 2nd      | 2000年03月29日 | TOUR'95 dAnce to positive 〜Overnight Sensation〜             | DVD     | AVBD-91005 - 再発盤 | - |
| 2nd      | 2006年11月29日 | TOUR'95 dAnce to positive 〜Overnight Sensation〜             | DVD     | AVBD-91434 - 廉価盤 | - |
| 3rd      | 1996年02月21日 | BRAND NEW TOMORROW in TOKYO DOME -Presentation for 1996-      | VHS     | AVVD-90022 - 廃盤   | - |
| 3rd      | 2000年03月29日 | BRAND NEW TOMORROW in TOKYO DOME -Presentation for 1996-      | DVD     | AVBD-91006 - 再発盤 | - |
| 3rd      | 2006年11月29日 | BRAND NEW TOMORROW in TOKYO DOME -Presentation for 1996-      | DVD     | AVBD-91435 - 廉価盤 | - |
| TRF 名義 |                |                                                               |         |                     |   |
| 4th      | 1997年04月30日 | TRF LIVE in YOKOHAMA ARENA                                    | VHS     | AVVD-90031 - 廃盤   | - |
| 4th      | 2000年03月29日 | TRF LIVE in YOKOHAMA ARENA                                    | DVD     | AVBD-91007 - 再発盤 | - |
| 4th      | 2006年11月29日 | TRF LIVE in YOKOHAMA ARENA                                    | DVD     | AVBD-91436 - 廉価盤 | - |
| 5th      | 1998年09月17日 | TOUR '98 Live in Unite!                                       | VHS     | AVVD-90046 - 廃盤   | - |
| 5th      | 2000年03月29日 | TOUR '98 Live in Unite!                                       | DVD     | AVBD-91008 - 再発盤 | - |
| 5th      | 2006年11月29日 | TOUR '98 Live in Unite!                                       | DVD     | AVBD-91437 - 廉価盤 | - |
| 6th      | 1999年12月15日 | TOUR 1999 exicoast tour at OSAKA                              | VHS     | AVVD-90067 - 廃盤   | - |
| 6th      | 2000年03月29日 | TOUR 1999 exicoast tour at OSAKA                              | DVD     | AVBD-91009 - 再発盤 | - |
| 6th      | 2006年11月29日 | TOUR 1999 exicoast tour at OSAKA                              | DVD     | AVBD-91438 - 廉価盤 | - |
| 7th      | 2006年08月30日 | Lif-e-Motions TOUR 2006                                       | DVD     | AVBD-91408          | - |
| 8th      | 2008年04月23日 | COMPLETE BEST LIVE from 15th Anniversary Tour -MEMORIES- 2007 | DVD     | AVBD-91515          | - |
| 9th      | 2013年08月14日 | TRF 20th Anniversary Tour                                     | DVD     | AVBD-92035          | - |
| 9th      | 2013年08月14日 | TRF 20th Anniversary Tour                                     | Blu-ray | AVXD-91628          | - |

#### その他
- TRF 20th Anniversary BEST LIVE DVD BOOK（宝島社、2014年3月27日）
- 「CDTVスーパーリクエストDVD〜TRF〜」（DVD：2017年2月22日）[18][19]
- TRF EZ DO DANCERCIZE Disc.1 EZ DO DANCE [上半身集中プログラム]（2012年）
- TRF EZ DO DANCERCIZE Disc.2 Survival dAnce 〜no no cry more〜 [ウエスト集中プログラム]（2012年）
- TRF EZ DO DANCERCIZE Disc.3 BOY MEETS GIRL [下半身集中プログラム]（2012年）
- TRF EZ DO DANCERCIZE Disc.4 寒い夜だから… [体幹集中プログラム]（2012年）
- TRF EZ DO DANCERCIZE (2nd edition) Disc.5 Overnight Sensation 〜時代はあなたに委ねてる〜 [上半身集中プログラム]（2012年）
- TRF EZ DO DANCERCIZE (2nd edition) Disc.6 masquerade [ウエスト集中プログラム]（2012年）
- TRF EZ DO DANCERCIZE (2nd edition) Disc.7 CRAZY GONNA CRAZY [下半身集中プログラム]（2012年）
- TRF EZ DO DANCERCIZE (Special edition) Disc.1 OCEAN(東方神起) [上半身集中プログラム]（2013年）
- TRF EZ DO DANCERCIZE (Special edition) Disc.2 Butterfly(倖田來未) [ウェスト集中プログラム]（2013年）
- TRF EZ DO DANCERCIZE (Special edition) Disc.3 Love&Peace Forever(TRF) [下半身集中プログラム]（2013年）
- TRF EZ DO DANCERCIZE (Special edition) Disc.4 Feel Like dance(globe) [脂肪燃焼プログラム]（2013年）
- TRF EZ DO DANCERCIZE ESSENCE DVD BOOK（宝島社、2013年12月21日）
- TRF EZ DO ダンストレッチ DVDブック 誰でも簡単! 楽しく続けられる! 燃焼系BODYは"伸ばして"作る!!（講談社、2014年7月16日）
- TRF EZ DO DANCERCIZE より引き締まる! DVD BOOK（宝島社、2014年11月7日）

### 参加作品

#### シングル
| 発売日        | タイトル                 | 名義                           | レーベル             | 規格                   | 品番                   | 備考 | 順位 | 収録アルバム                                                  |
| ------------- | ------------------------ | ------------------------------ | -------------------- | ---------------------- | ---------------------- | --- | ---- | ------------------------------------------------------------- |
| 1997年1月1日  | YOU ARE THE ONE          | TK presents こねっと           | こねっとプラン事務局 | 8cm CD                 | KPDD-20171             | YU-KIがボーカルとして参加。 DJ KOOはRAPの作詞も手掛けている。 | 1位  | ARIGATO 30 MILLION COPIES -BEST OF TK WORKS (Various Artists) |
| 2010年8月27日 | THX A LOT                | a-nation's party               | avex trax            | デジタル・ダウンロード | デジタル・ダウンロード | 項目参照 | -    | Digitalian is eating breakfast 2（小室哲哉）                  |
| 2014年4月30日 | 明日笑っていられるように | 東京プリンとたいせつな仲間たち | えんか!!えいべっくす | CD                     | AVCD-48981             | 項目参照 | 97位 | 未定                                                          |
| 2016年7月1日  | PLAY!17                  | TRF×AAA×Da-iCE                 | avex trax            | デジタル・ダウンロード | デジタル・ダウンロード | 江崎グリコ『セブンティーンアイス』がスペシャルコラボレーションするプロジェクト 「PLAY!17」の一環として TRF、AAA、Da-iCEとの豪華アーティスト3組（全17名）による奇跡のコラボレーション曲。 配信限定シングル。 | -    | 未定                                                          |

#### アルバム
| 発売日         | タイトル                                                          | 名義                    | レーベル                       | 規格             | 品番          | 収録作品                                         |
| -------------- | ----------------------------------------------------------------- | ----------------------- | ------------------------------ | ---------------- | ------------- | ------------------------------------------------ |
| 2000年2月23日  | survival dAnce 〜no no cry more〜 [Eurobeat Mix]                  | SUPER EUROBEAT          | avex trax                      | CD               | AVCD-10103    | SUPER EUROBEAT VOL.103                           |
| 2001年1月11日  | survival dAnce 〜no no cry more〜 [Eurobeat Mix]                  | J-EURO BEAT             | avex trax                      | CD               | AVCD-11906    | J-EURO BEST                                      |
| 2005年3月30日  | survival dAnce 〜no no cry more〜 [Eurobeat Mix]                  | J-EURO BEAT             | avex trax                      | CD               | AVCD-17656    | 俄然パラパラ!! presents J-EURO BEST              |
| 2000年9月20日  | BOY MEETS GIRL [Eurobeat Mix]                                     | SUPER EUROBEAT          | avex trax                      | CD               | AVCD-10111    | SUPER EUROBEAT VOL.111                           |
| 2000年9月27日  | survival dAnce 〜no no cry more〜 [Dub's Floor Mix Transport 001] | Dub Master X            | avex trax                      | CD               | AVCD-11856    | Dubs Music Box                                   |
| 2002年1月23日  | One Nation                                                        | songnation              | avex trax                      | CD               | AVCD-17065    | VARIOUS ARTISTS FEATURING songnation             |
| 2002年3月6日   | One Nation [ tatsumaki remix ]                                    | songnation              | avex trax                      | CD EXTRA         | AVCD-17096    | song+nation 2 -trance-                           |
| 2005年2月6日   | survival dAnce 〜no no cry more〜 [MUZIK-CHANNEL MIX]             | Various Artists         | avex trax                      | CD               | AVCD-17604    | SUPER POP BEST 2005 Presented by AUTO TREND      |
| 2005年3月30日  | BOY MEETS GIRL [DJ KAYA & DJ KOUSUKE remix]                       | Various Artists         | avex trax                      | CD               | AVCD-17652    | SUPER★BEST TRANCE presents J-TRANCE BEST         |
| 2005年3月30日  | survival dAnce 〜no no cry more〜 [DJ TEN remix]                  | Various Artists         | avex trax                      | CD               | AVCD-17652    | SUPER★BEST TRANCE presents J-TRANCE BEST         |
| 2005年3月30日  | EZ DO DANCE [DJ DRAGON remix]                                     | Various Artists         | avex trax                      | CD               | AVCD-17652    | SUPER★BEST TRANCE presents J-TRANCE BEST         |
| 2005年3月30日  | EZ DO DANCE [Power Dance Remix]                                   | J-EURO BEAT             | avex trax                      | CD               | AVCD-17656    | 俄然パラパラ!! presents J-EURO BEST              |
| 2006年12月6日  | masquerade [Delaction vs. Bazooka Remix]                          | Various Artists         | avex trax                      | CD               | AVCD-23065    | エイベックス・マニア 〜パね！for SKIP J-TRANCE〜 |
| 2007年1月17日  | Look Through My Eyes (from Brother Bear)                          | Various Artists         | ウォルト・ディズニー・レコード | CD               | AVCW-12556    | CLUB DISNEY 2007                                 |
| 2009年4月29日  | V.I.P.P. (Very Important Party People) feat. TRF & VERBAL (m-flo) | ravex (Various Artists) | avex trax                      | CD+DVD           | AVCD-23790B   | trax                                             |
| 2009年4月29日  | V.I.P.P. (Very Important Party People) feat. TRF & VERBAL (m-flo) | ravex (Various Artists) | avex trax                      | CD               | AVCD-23791    | trax                                             |
| 2015年12月16日 | wanna Be A Dreammaker                                             | globe (Various Artists) | avex globe                     | 2CD (COVER+BEST) | AVCG-70111～2 | #globe20th -SPECIAL COVER BEST-                  |
| 2015年12月16日 | wanna Be A Dreammaker                                             | globe (Various Artists) | avex globe                     | CD (COVER)       | AVCG-70113    | #globe20th -SPECIAL COVER BEST-                  |

#### 映像作品

##### a-nation
※全て、avex traxよりリリース。
| 発売日         | タイトル                        | 規格 | 品番       | 収録内容                            |
| -------------- | ------------------------------- | ---- | ---------- | ----------------------------------- |
| 2003年12月17日 | a-nation 2003                   | DVD  | AVBD-91172 | BOY MEETS GIRL                      |
| 2003年12月17日 | a-nation 2003                   | DVD  | AVBD-91172 | survival dAnce ~no no cry more~     |
| 2003年12月17日 | a-nation 2003                   | DVD  | AVBD-91172 | WORLD GROOVE                        |
| 2005年10月26日 | a-nation'05 BEST HIT LIVE       | DVD  | AVBD-91344 | BOY MEETS GIRL                      |
| 2006年11月8日  | a-nation'06 BEST HIT LIVE       | DVD  | AVBD-91455 | Where to begin                      |
| 2007年11月7日  | a-nation'07 BEST HIT LIVE       | DVD  | AVBD-91491 | BOY MEETS GIRL                      |
| 2007年11月7日  | a-nation'07 BEST HIT LIVE       | DVD  | AVBD-91491 | LEGEND OF WIND                      |
| 2009年11月18日 | a-nation'09 BEST HIT LIVE       | DVD  | AVBD-91739 | 寒い夜だから…                       |
| 2010年11月24日 | a-nation'10 BEST HIT LIVE       | DVD  | AVBD-91822 | One Nation                          |
| 2010年11月24日 | a-nation'10 BEST HIT LIVE       | DVD  | AVBD-91822 | BOY MEETS GIRL feat.WISE 〜reborn〜 |
| 2010年11月24日 | a-nation'10 BEST HIT LIVE       | DVD  | AVBD-91822 | survival dAnce 〜no no cry more〜   |
| 2011年12月21日 | a-nation for Life BEST HIT LIVE | DVD  | AVBD-91896 | masquerade                          |
| 2011年12月21日 | a-nation for Life BEST HIT LIVE | DVD  | AVBD-91896 | survival dAnce 〜no no cry more〜   |
| 2013年3月13日  | a-nation 2012 stadium fes.      | DVD  | AVBD-91891 | One Nation                          |
| 2013年3月13日  | a-nation 2012 stadium fes.      | DVD  | AVBD-91891 | BOY MEETS GIRL                      |
| 2013年3月13日  | a-nation 2012 stadium fes.      | DVD  | AVBD-91891 | CRAZY GONNA CRAZY                   |
| 2013年3月13日  | a-nation 2012 stadium fes.      | DVD  | AVBD-91891 | EZ DO DANCE                         |

#### その他
- Girl's BOX PREMIUM02 Girl's Party Night/Girl's Rocks Night（2008年）YU-KI出演
- DANCE STYLE × CHIHARU・ETSU from TRF DANCER PERFECT STRETCH & MOVE BASIC（2008年）
- DANCE STYLE × SAM from TRF　DANCER PERFECT STRETCH & RHYTHM BASIC（2008年）

### 関連商品
- DJ KOO from TRF avex ミュージックけん玉（2015年6月12日）

## 記録
- CD総売上枚数は約2170万枚で日本歴代22位。
  - デビューから2年後の1995年にCD総売上枚数が1000万枚を突破したが、これは当時日本最速記録であった（後にglobeがその記録を更新）。

## テレビ出演・受賞各賞一覧
受賞歴
- 第35回日本レコード大賞 ミュージックビデオ賞（1993年11月24日）「EZ DO DANCE」
- 第36回日本レコード大賞 優秀賞受賞 「survival dAnce 〜no no cry more〜」
- 第37回日本レコード大賞 受賞（1995年12月31日）「Overnight Sensation 〜時代はあなたに委ねてる〜」で受賞
- 第37回日本レコード大賞 アルバム賞受賞（1995年12月31日）「dAnce to positive」
- オリコン第27回日本レコードセールス大賞アーティストセールス大賞受賞（1995年12月16日）
- 日本有線大賞 新人賞受賞（1993年12月3日）
- 全日本有線放送大賞 新人賞受賞（1993年12月9日）
- 第8回日本ゴールドディスク大賞 ニューアーティスト賞受賞（1994年3月5日）
- 第9回日本ゴールドディスク大賞 グランプリ受賞【ベスト5アーティスト賞・ダンスミュージック部門・アルバム賞】（1995年3月3日）
- 第10回日本ゴールドディスク大賞、2年連続グランプリ受賞（1996年3月12日）当時史上初の快挙

テレビ出演（音楽特番）
- NHK紅白歌合戦（NHK総合・ラジオ第1）
  - 第45回（1994年12月31日）「BOY MEETS GIRL」 - 初出場
  - 第46回（1995年12月31日）「Overnight Sensation 〜時代はあなたに委ねてる〜」 - 2年連続2回目の出場
  - 第47回（1996年12月31日）「LEGEND OF WIND」 - 3年連続3回目の出場
- FNS歌謡祭（フジテレビ）
  - '93 FNS歌謡祭（1993年12月7日）「EZ DO DANCE」
  - '94 FNS歌謡祭（1994年12月6日）「BOY MEETS GIRL」「survival dAnce 〜no no cry more〜」
  - '95 FNS歌謡祭（1995年12月5日）「Overnight Sensation 〜時代はあなたに委ねてる〜」「masquerade」「CRAZY GONNA CRAZY」
  - '96 FNS歌謡祭（1996年12月10日）「EZ DO DANCE」「BOY MEETS GIRL」「LEGEND OF WIND」
  - 2006 FNS歌謡祭（2006年12月6日）「BOY MEETS GIRL」「CRAZY GONNA CRAZY」「EZ DO DANCE」「survival dAnce 〜no no cry more〜」
  - 2012 FNS歌謡祭（2012年12月5日）「寒い夜だから…」（TRF×倖田來未×小室哲哉）
  - 2013 FNS歌謡祭（2013年12月4日）「EZ DO DANCE」（TRF×草彅剛×小室哲哉）
- ミュージックステーションスーパーライブ（テレビ朝日）
  - ミュージックステーションスペシャル スーパーライブ94（1994年12月30日）「BOY MEETS GIRL」「survival dAnce 〜no no cry more〜」
  - ミュージックステーションスペシャル スーパーライブ95（1995年12月29日）「masquerade」「Happening Here」
  - 450回記念 ミュージックステーションスペシャル スーパーライブ96（1996年12月27日）「Hey! Ladies & Gentlemen」「LEGEND OF WIND」
- FNSうたの夏まつり（フジテレビ）
  - 2012 FNSうたの夏まつり（2012年8月8日）「CRAZY GONNA CRAZY」（TRF×AAA×小室哲哉）、「survival dAnce 〜no no cry more〜」「BOY MEETS GIRL」「EZ DO DANCE」（TRF×小室哲哉）
  - 2013 FNSうたの夏まつり（2013年7月31日）「BOY MEETS GIRL」「EZ DO DANCE」（TRF×小室哲哉）
  - 2014 FNSうたの夏まつり（2014年8月13日）「EZ DO DANCE」（TRF×E-girls×小室哲哉）
  - 2016 FNSうたの夏まつり 〜海の日スペシャル〜（2016年7月18日）「BOY MEETS GIRL」「Overnight Sensation 〜時代はあなたに委ねてる〜」「survival dAnce 〜no no cry more〜」（TRF×小室哲哉）
  - 2022 FNS歌謡祭 夏（2022年7月13日）「survival dAnce 〜no no cry more〜」「BOY MEETS GIRL」（TRF×日向坂46）「CRAZY GONA CRAZY」「EZ DO DANCE」（TRF×THE RAMPAGE from EXILE TRIBE）
- 音楽の日（TBS）
  - 音楽の日 2013（2013年6月29日）「EZ DO DANCE」「survival dAnce 〜no no cry more〜」
  - 音楽の日 2018（2018年7月14日）「BOY MEETS GIRL」
- THE MUSIC DAY（日本テレビ）
  - THE MUSIC DAY 音楽のちから（2013年7月6日）「EZ DO DANCE」「BOY MEETS GIRL」
  - THE MUSIC DAY 伝えたい歌（2018年7月7日）「EZ DO DANCE」
  - THE MUSIC DAY 世代をつなぐ名曲（2022年7月2日）「BOY MEETS GIRL」
- 30年目突入! 史上初の10時間SP MUSIC STATION ウルトラFES（2015年9月23日、テレビ朝日）「survival dAnce 〜no no cry more〜」（TRF×小室哲哉）
- テレ東音楽祭（テレビ東京）
  - テレ東音楽祭2016（2016年6月29日）「BOY MEETS GIRL」「survival dAnce 〜no no cry more〜」「EZ DO DANCE」
  - テレ東音楽祭2017（2017年6月28日）「survival dAnce 〜no no cry more〜」「BOY MEETS GIRL」「CRAZY GONNA CRAZY」「EZ DO DANCE」
  - テレ東音楽祭2018（2018年6月27日）「survival dAnce 〜no no cry more〜」「masquerade」「Overnight Sensation 〜時代はあなたに委ねてる〜」
- 第2回ももいろ歌合戦（2018年12月31日、BS日テレ・フジテレビNEXT・ニッポン放送ほか）「survival dAnce 〜no no cry more〜」
- ジャニーズWEST『Premium Music』（2023年3月22日）
- 有吉ミュージックフェス（2023年7月6日、テレビ東京）[28]

### 記録
- デビュー2年で総売上枚数1000万枚突破（1995年）
- 5作連続ミリオンセラー達成（survival dAnce、BOY MEETS GIRL、CRAZY GONNA CRAZY、masquerade、Overnight Sensation）
- 3か月連続リリースミリオンセラー達成（CRAZY GONNA CRAZY、masquerade、Overnight Sensation）
- 日本ゴールドディスク大賞2年連続受賞
- TRFシングル売上トップ「CRAZY GONNA CRAZY」＝1,587,400枚
- TRFアルバム売上トップ「dAnce to positive」＝2,381,960枚
- トータル総売上＝21,659,417枚（オリコン）
- シングル総売上＝11,389,466枚（オリコン）
- アルバム総売上＝10,269,951枚（オリコン）
- 最高公演数「TOUR '95 dAnce to positive-Overnight Sensation」＝46公演

### CM出演
- ブリストル・マイヤーズ スクイブ 『シーブリーズ』（1993年）
- 日本コカ・コーラ 『コカ・コーラ』（1994年）
- HONDA 『Live-Dio』（1995年 - 1996年）
- 森永製菓（YU-KIのみ、1995年）

森永チョコレート『チョコブロッキー』
森永チョコレート『ジョイム』
- Panasonic 『Dream』（1996年）
- JAL ハワイ・キャンペーン（YU-KIのみ、1996年）
- 東洋水産『マルちゃん麺づくり』（2006年）
- 永谷園『冷え知らずさんの生姜シリーズ』（2010年） -「寒い夜だから…」のPVを使用
- アサヒビール『アサヒダブルゼロカクテル』（2012年） - 香里奈、デーモン小暮と共演
- テレビ朝日プロモーシャル『SAMSUNG Galaxy Note II』、『富士フイルム XF1』、『オープンハウス』（2013年）
- 全国自治宝くじ事務協議会・みずほ銀行宝くじ部『サマージャンボ宝くじ』（2018年） - 役所広司、新川優愛と共演
- ピックルスコーポレーション『ご飯がススムくん(EZ DO EAT編)』（2020年） - SAM・ETSU・CHIHARUらが出演[29]
- リクルート『SUUMO（イェイを売ったTRF篇）』（2023年）

### テレビドラマ
- 土曜プレミアム「容疑者は8人の人気芸人」（2015年4月18日、フジテレビ）※特別出演

## コンサート・イベント
TRFはデビューしてから以下の数々のコンサートやイベントに参加している。

### ツアー
- CLUB TOUR「EZ DO DANCE」（1993年9月3日 - 10月31日）
- trf CLUB TOUR seven8 '94（1994年5月27日 - 6月5日）
- trf TOUR '94 "BILLIONAIRE 〜BOY MEETS GIRL"（1994年9月13日 - 10月20日）
- trf TOUR '95 dAnce to positive Overnight Sensation（1995年5月31日 - 8月22日）
- TRF 96 ARENA TOUR SILENT NIGHT（1996年10月26日 - 12月14日）
- TRF TOUR '98 Live in Unite!（1998年5月28日 - 7月4日）
- TRF exicoast tour '99（1999年6月5日 - 9月14日）
- TRF Lif-e-Motions TOUR 2006（2006年6月4日 - 7月1日）
- TRF 15th Anniversary TOUR -MEMORIES- 2007（2007年10月9日 - 12月20日）
- TRF 20th Anniversary Tour（2013年3月9日 - 4月20日）

### 単独ライブ
- BRAND NEW TOMORROW in TOKYO DOME 〜Presentation for 1996〜（1995年12月16日）
- 上海ライブ（1998年10月18日）
- TRFシークレットライブ（2006年11月28日）
  - パチンコ『CR.TRF』（サンセイR&D）の新機種発表会を兼ねたシークレットライブ。Zepp Tokyoにて行われ、新曲を含む全9曲を披露。会場には一般・業界関係者合わせて1800人が来場した[30]。
- TRFクリスマスディナーショー（2007年12月19日）
- TRFクリスマスディナーショー2008（2008年12月24日）
- TRFウィンタースペシャルナイト（2011年12月25、26日）
- IMPERIAL SUMMER TRF SPECIAL LIVE（2015年8月12日）
- TRF 25th Anniversary「THANXX!!! 25 Best Hits LIVE & Party」（2018年2月24、25日）
- TRF 30th Anniversary Live「THANXXX!!! LIVE & Party 2023」（2023年2月25日）
- TRF 30th Anniversary Live at 日本武道館 「past and future.」（2024年2月18日）

### 参加イベント
- TK RAVE FACTORY[注釈 14][31]（1993年1月14日・15日・16日・22日・23日）
- avex rave '93（1993年8月7日）
- IMM 94 (The 2nd International Music Market)（1994年6月12日）
- avex rave '94（1994年8月29日）
- ヴェルファーレ オープニング・イベント（1994年12月1日・2日）
- VELFARRE COUNTDOWN EVENT（1994年12月31日）
- march of the music（1995年3月8日）
- seVen8（ファンクラブ） PARTY（1995年4月2日）
- LIVE UFO '95「月が地球にKISSをする」（1995年4月28日 - 5月7日）
- avex dance Matrix '95 TK DANCE CAMP（1995年8月19日・26日）
- VELFARRE COUNTDOWN EVENT（1995年12月31日）
- 香港 MIDEM ASIA（1996年5月12日 - 5月15日）
- avex dance net'96 in VELFARRE（1996年8月27日）
- 麻薬覚せい剤撲滅運動・イエス・トゥー・ライフ dance alive（1996年11月13日）
- VELFARRE 2nd Anniversary Party（1996年12月3日）
- VELFARRE COUNTDOWN EVENT（1996年12月31日）
- 香港 MIDEM ASIA（1997年5月22日）
- TK PAN-PACIFIC TOUR '97 IN TAIPEI（1997年5月27日・28日）
- JAL SECRET LIVE（1997年6月6日・7日）
- VELFARRE COUNTDOWN EVENT（1997年12月31日）
- velfarre Opening Act 1st Scene（1998年3月15日）
- RAVE2001 SAM DANCE REVOLUTION '98!（1998年6月8日 - 6月27日）
- YASUGI MUSIC PACKAGE '98 〜STAR Light PICNIC in 2Day's（1998年8月9日）
- 美浜海遊祭'98 スターライトギグ（1998年8月12日）
- 大館樹海ドーム1周年記念“SUMMER RAVE '98”（1998年8月15日）
- avex no-stop 150h（1998年8月23日）
- TRF SUMMER DREAM '98 in 八景島（1998年8月29日）
- 北九州メディアドームオープニングLIVE（1998年10月4日）
- Act Against AIDS THE VARIETY 6（1998年12月1日）
- VELFARRE COUNTDOWN EVENT（1998年12月31日）
- VELFARRE COUNTDOWN EVENT（1999年12月31日）
- 鈴鹿前夜祭 "SUZUKA RIDE & LIVE 2000（2000年7月29日）
- seVen8（ファンクラブ）イベント「MEET TRF@SUZUKA」（2000年7月30日）
- avex summer paradise 2000・Channel a Super Live/DANCE&SOUL NIGHT（2000年8月31日）
- 麻薬覚せい剤撲滅運動・イエス・トゥー・ライフ フェスティバル（2000年11月30日）
- Rendez-vous in Space 2001（2001年1月1日・2日）
- zento（2001年）
- エイベックス第14期定時株主総会株主限定ライブ（2001年6月24日）
- a-nation'02（シークレット、途中から参加）
- ayumi hamasaki COUNTDOWN LIVE 2002-2003 A（2002年12月30日・31日）
- a-nation'03（シークレット）
- a-nation'04
- Act Against AIDS THE VARIETY 12（2004年12月1日）
- a-nation'05
- ALL TOYOTA BIG HOLIDAY（2005年10月15日）
- Act Against AIDS THE VARIETY 13（2005年12月1日）
- Live DEPT.4 #6（2006年1月25日）
- 沖縄ストリート・スタイル・フェスティバル2006（2006年4月1日・2日）
- a-nation'06
- MILD SEVEN RENAULT F1 TEAM meets BLUE ageHa PIT PARTY （2006年9月24日）
- 第55回大阪商業大学御厨祭ファイナルコンサート2006（2006年10月29日）
- ASAHI SUPER DRY presents EDGE LIVE in Universal Studios Japan! 5th anniversary special（2006年11月4日）
- 第48回慶應義塾大学三田祭 前夜祭（2006年11月18日）
- LEGEND of RAVE X'mas（2006年12月25日）
- TOKYO AUTO SALON 2007 with NAPAC（2007年1月13日）
- 東京ディズニーシー・スペシャルナイトCLUB DISNEY"ベイサイド・ビートReturns"（2007年1月28日、29日、30日）
- 大阪オートメッセ2007（2007年2月12日）
- エイベックス・グループ・ホールディングス第20期定時株主総会株主限定ライブ（2007年6月24日）
- a-nation'07（2007年7月28日 - 8月26日）
- TOKYO AUTO SALON 2008 with NAPAC（2008年1月13日）
- LIVE SDD 2008（2008年2月20日）
- a-nation'08（2008年7月26日 - 8月31日）
- 大阪オートメッセ2009（2009年2月14日）
- LIVE SDD 2009（2009年2月20日）
- 朝のヒットスタジオコンサート（2009年3月21日）
- a-nation'09（2009年8月1日 - 30日）
- Think the water,Feel the music. LIVE for LOVE we support Water Aid（2009年9月26日）
- 岩船山クリフステージ＃09（2009年10月4日）
- 国連の友　Music Earthist 2009（2009年11月6日）
- ECO LIVE SENDAI VOL.5（2010年1月23日）
- LIVE SDD 2010（2010年2月20日）
- a-nation'10（2010年8月7日 - 29日）
- LIVE SDD 2011（2011年2月20日）
- a-nation 10th Anniversary（2011年7月30日 - 8月28日）
- LIVE SDD 2012（2012年2月19日）
- a-nation staduim fes.（2012年8月19日,26日）
- コムチュア株式会社　30周年記念イベント（2014年4月12日）
- a-nation 2015
- a-nation 2016
- SUMMER SONIC 2017（2017年8月19日）
- a-nation 2017（2017年8月27日）
- フジソニック 2017（2017年9月30日）
- Infinity Live FES2020 （2020年12月13日）
- Live SDD 2021 （2021年2月13日）
- LIVE EMPOWER CHILDREN 2022 （2022年2月15日）
- Live SDD 2022 （2022年3月21日）
- ナインティンナインのオールナイトニッポン歌謡祭（2022年10月30日）
- LIVE SDD 2023（2023年2月18日）
- LIVE SDD 2024 （2024年3月9日）
- a-nation 2024 （2024年9月1日） ※Secret Guest

## ラジオ番組
1994年7月より1997年9月まで、JFN系列のラジオ番組『TRFコーク・イントゥ・ザ・グルーヴ』のパーソナリティをYU-KIとDJ KOOが務めた。当初は最新トレンドを伝える情報番組だったが、放送時間が午前中から22:00からに移動したことにより方向性が大きく変わり、下ネタ全開の番組となった。コーナーの数が必要以上に多い番組であった。番組名にTRFと入っているがTRFメンバー5人が揃ってラジオを放送したのはたった1回のみである。
また、DJ KOO単独では1997年から1998年にかけて同じくTOKYO FM系列全国ネット『DJ KOO Star Gate '97('98)』を担当。放送時間は火曜 - 金曜 深夜01:00 - 01:10で、毎週1組のアーティスト（主にavex所属）を迎えトークしていた。
2018年1月からbayfmでTRF presents bayfm Groove the Music（MCはSAM & DJ KOO）がスタート。なお、この番組は、2018年9月29日をもって放送を終了する事が、9月22日の放送分で発表された。
2023年1月6日からエフエム大阪で「TRF RHYTHM FIVE」の放送を開始。この番組はメンバーが週変わり出演で、毎週金曜日19時30分から放送される。

## カバー
- Winds from Rio 「BRAZILIAN TRIBUTE」　1996年1月21日 TECD-28317
GOING 2 DANCE / EZ DO DANCE / 愛がもう少し欲しいよ / Silver and Gold Dance / 寒い夜だから… / survival dAnce / BOY MEETS GIRL / CRAZY GONNA CRAZY / masquerade / overnight sensation
- Saori@destiny　「WOW WAR TECHNO」　2009年3月18日　VUCD-60004
M3. EZ DO DANCE